# Ophrys bertolonii
Ophrys bertolonii, thường được biết đến với tên Bertoloni's Bee Orchid, là một loài lan native to the central Mediterranean.

## Hình ảnh

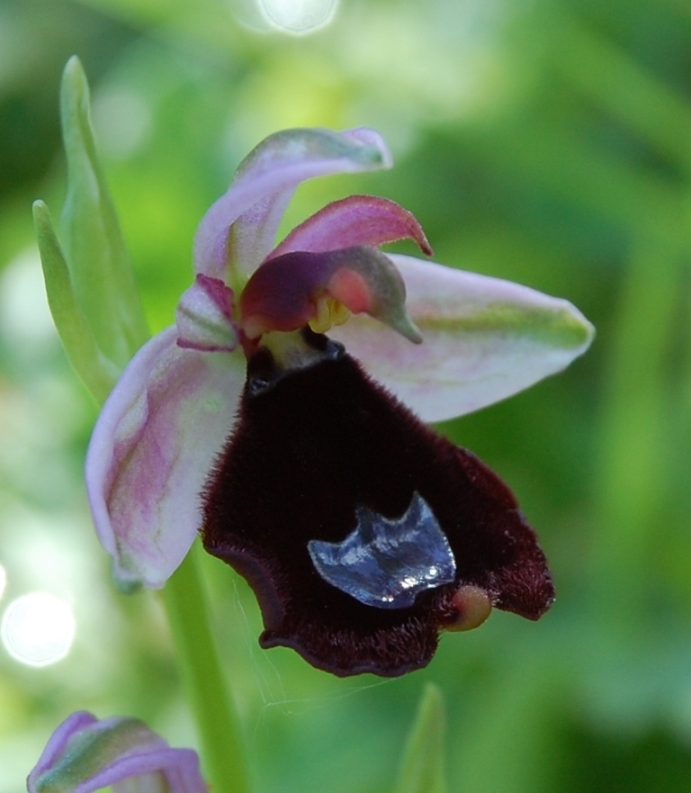
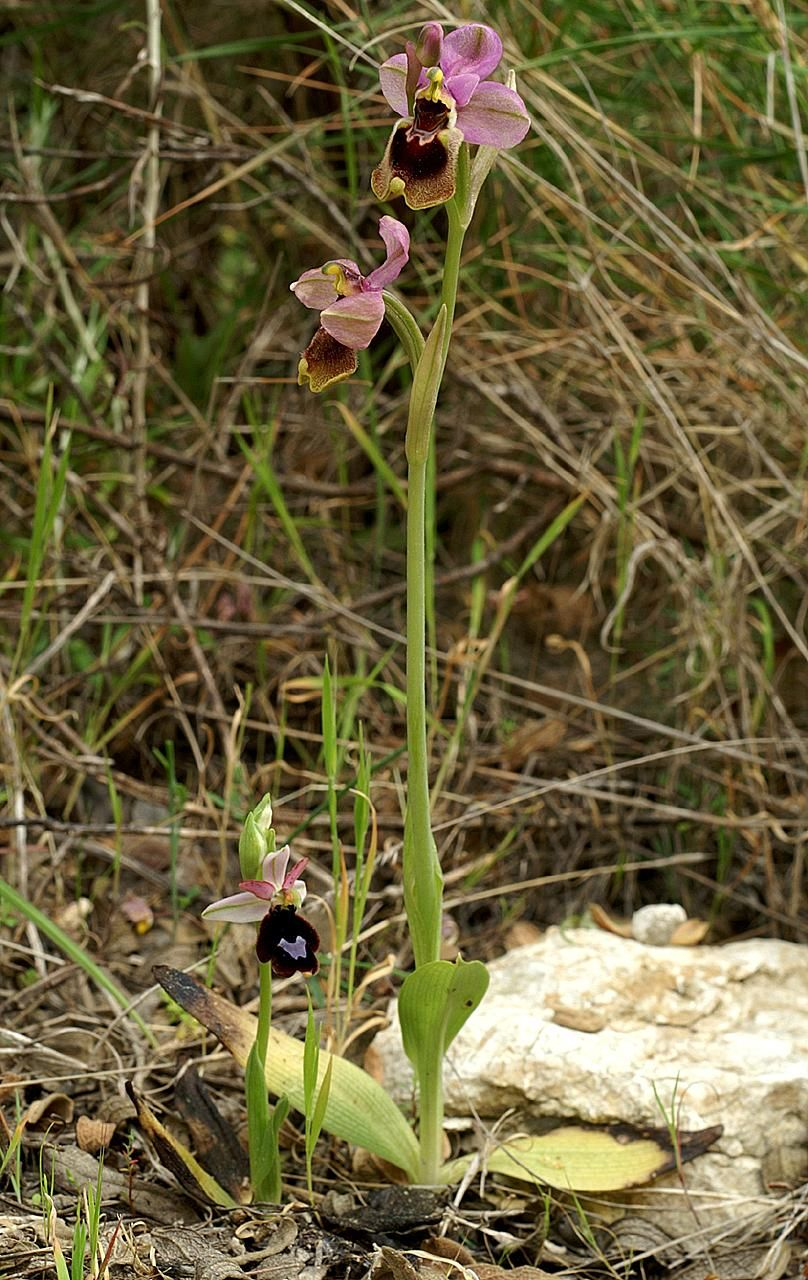
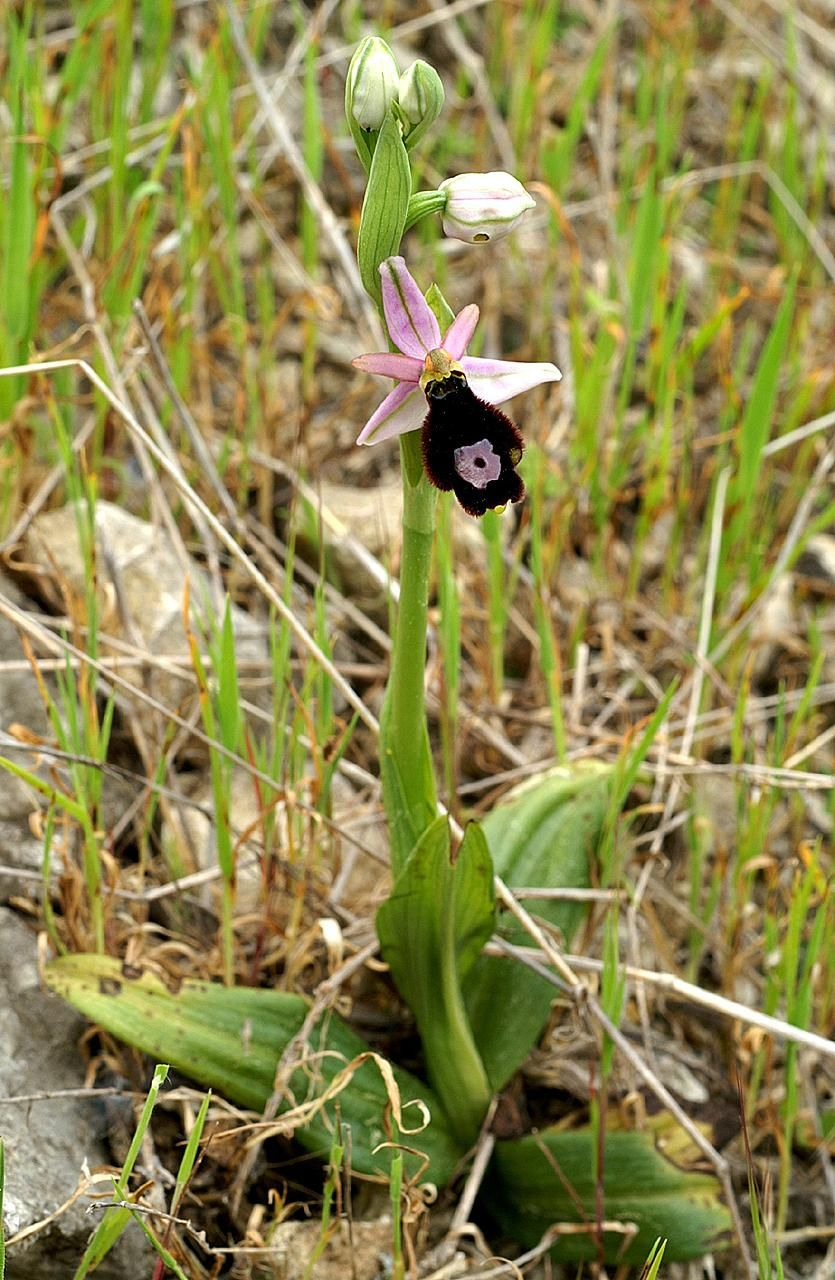
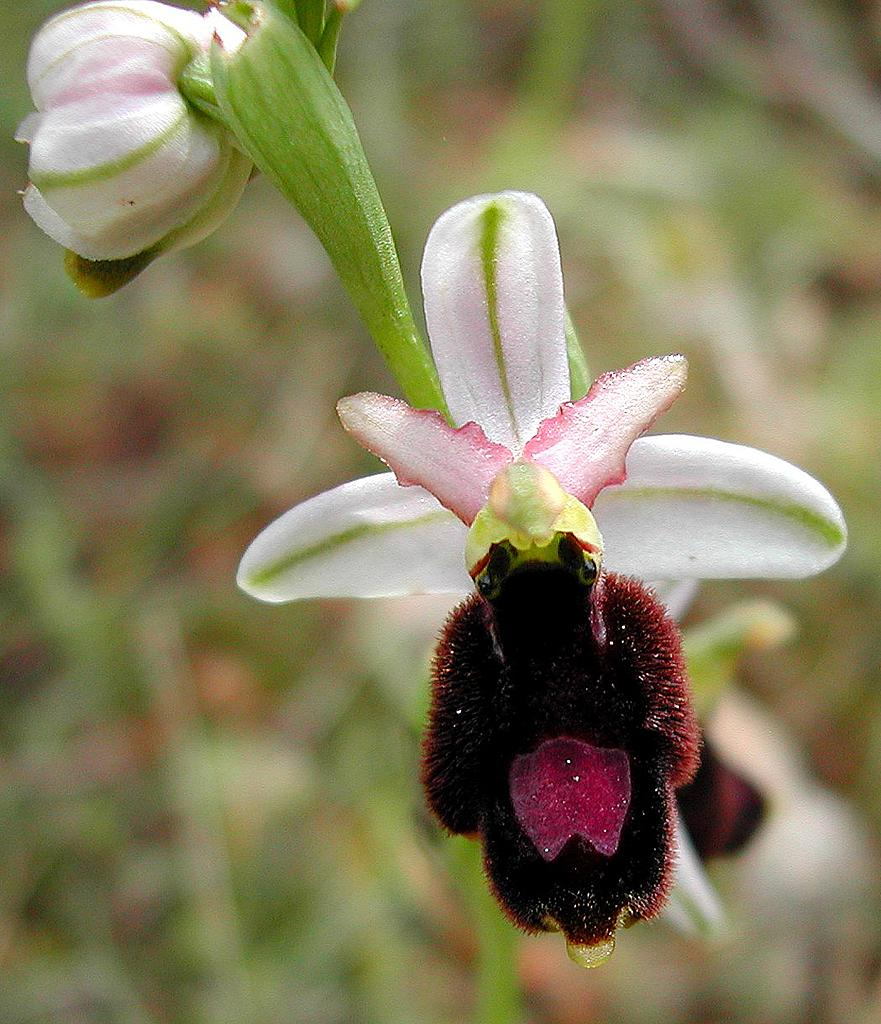